# マイ・ブルー・ヘブン
『マイ・ブルー・ヘブン』 (My Blue Heaven) は、小路幸也による日本の小説。
作者の代表作「東京バンドワゴンシリーズ」の第4作で、シリーズの番外編。集英社のPR誌『青春と読書』にて2007年6月号から2008年5月号まで連載された。
シリーズ全体の語り手である堀田サチの娘時代の物語で、サチが堀田家へ嫁ぐことになったいきさつが描かれる。

## あらすじ
1945年（昭和20年）10月、五条辻子爵の長女・咲智子は、政治に関する重要文書が入った箱を持ち、急ぎ浜松まで行くよう父親に命じられる。それまでに見たことのない両親の緊迫した様子に、咲智子は異様な事態だと悟る。
上野駅へ向かう途中にアメリカ人に捕らえられそうになった咲智子を助けてくれたのは、がらっぱちの江戸っ子・堀田勘一だった。追っ手を巻くために勘一は咲智子を堀田家へ連れ帰り、父・草平に相談をする。箱の中身の重大さに気付いた草平は、追っ手を欺くために咲智子を堀田家の嫁・サチと偽ることを決めるのであった。

## 登場人物
五条辻 咲智子（ごじょうつじ さちこ）
子爵・五条辻政孝の長女。18歳。度胸があり、〈動ぜずのサッちゃん〉とあだ名される。世が世ならオリンピックに出られたであろうほど韋駄天の如き足の速さを誇る。
堀田 草平（ほった そうへい）
東京の下町にある古本屋〈東京バンドワゴン〉の二代目店主。ケンブリッジ大学を卒業したインテリで、咲智子の父・政孝とはケンブリッジ時代の友人。
堀田 美稲（ほった みね）
草平の妻。明るい、人をほっとさせる笑顔の優しい女性。堀田家の影の支配者。
堀田 勘一（ほった かんいち）
草平・美稲の長男。生粋の江戸っ子で喧嘩っ早い。東京医専の学生。江戸っ子口調と正統なキングズイングリッシュを話す。
堀田 達吉（ほった たつきち）
草平の父親。旧名を〈三宮達吉〉と言い、明治時代に財閥の娘と結婚し、鉄道事業で財を成し一時代を築いた政財界の大物。〈鉄路の巨人〉と呼ばれた。ある日突然引退し、三宮家とも縁を切って姿をくらまし、〈東京バンドワゴン〉を開いた。
大山 かずみ（おおやま かずみ）
堀田家に居候する戦災孤児。9歳。医者の娘で、自身も医者志望。
高崎 ジョー（たかさき じょー）
混血の貿易商。ボクシングが強く、目にも止まらぬ早さで繰り出される右ストレートに因んで〈稲妻のジョー〉の異名を取る。勘一とは似た者同士で、反発し合って決闘することもあれば、互いの考えが以心伝心の時もある。
和泉 十郎（いずみ じゅうろう）
元・日本陸軍情報部の軍人。時代掛かった着流しを着ている。
マリア
ブロードウェイの舞台に立ったこともあるジャズシンガー。映画スターのような、日本人離れした華やかな美しい女性。咽を痛めてしまい、長くは歌えなくなってしまった。「幸子」という名の妹が田舎にいる。
ブアイソー
ジョーの上司。草平とは古い友人。国の政治の深い部分に関わっている。そこにいるだけで威圧感を与える。
顕円（けんえん）
〈東京バンドワゴン〉の近所の神社の神主。草平の3歳年上の幼なじみ。
祐円（ゆうえん）
顕円の息子。勘一の幼なじみ。口が軽い。
介山 陣一郎（かいざん じんいちろう）
鉱山などを多く所有し、〈東北の鬼神〉と呼ばれる土木関係の実力者。マリアの実父（マリアは妾の子）。
ヘンリー・アンダーソン
GHQ参謀第二部の将軍。マッカーサーの最大のライバル。
ネズミ
ジョーの仲間。グレイのツイードのスーツ姿の小柄なチンピラ。鍵開けの名人。
海坊主・山坊主・川坊主
介山に仕える坊主頭の男たち。本名は不明。背の高いジョーが見上げるほどの大男。マリアを「姐さん」「お嬢さん」と呼ぶ。